# Дунаєвецький ґебіт
'Дунаєве́цький ґебі́т (нім. Kreisgebiet Dunajewzy «Дунаєвецька округа») — адміністративно-територіальна одиниця генеральної округи Волинь-Поділля Райхскомісаріату Україна з центром у Дунаївцях, яка існувала протягом німецької окупації Української РСР.

## Історія
Округу (ґебі́т) утворено 1 вересня 1941 опівдні з Дунаєвецького, Миньковецького, Віньковецького і Солобковецького районів тодішньої Кам'янець-Подільської області.
Станом на 1 вересня 1943 Дунаєвецький ґебіт поділявся на 4 німецькі райони: район Віньківці (нім. Rayon Winkowzy), район Дунаївці (нім. Rayon Dunajewzy), район Миньківці (нім. Rayon Minkowzy) і район Солобківці (нім. Rayon Solobkowzy).
У Дунаївцях виходив друкований орган Дунаєвецького гебітскомісаріату «Урядові Дунаєвецькі вісті», який спочатку називався «Дунаєвецькі вісті». Збереглися випуски з 1 жовтня 1941 по 1944 рік.
31 березня 1944 року окружний центр Дунаївці зайняли радянські війська.